# Ostrobotnia de Nord
Ostrobotnia de Nord (finlandeză Pohjois-Pohjanmaan maakunta, suedeză Norra Österbottens landskap) este una dintre cele 20 regiuni ale Finlandei. Capitala sa este orașul Oulu.

## Comune
Ostrobotnia de Nord are în componență 40 comune:
| - Alavieska - Haapajärvi - Haapavesi - Hailuoto - Haukipudas - Ii - Kalajoki - Kempele - Kestilä - Kiiminki - Kuivaniemi - Kuusamo - Kärsämäki - Liminka | - Lumijoki - Merijärvi - Muhos - Nivala - Oulainen - Oulu - Oulunsalo - Piippola - Pudasjärvi - Pulkkila - Pyhäjoki - Pyhäjärvi - Pyhäntä - Raahe | - Rantsila - Reisjärvi - Ruukki - Sievi - Siikajoki - Taivalkoski - Tyrnävä - Utajärvi - Vihanti - Yli-Ii - Ylikiiminki - Ylivieska |

1. ↑   (PDF) https://www.maanmittauslaitos.fi/sites/maanmittauslaitos.fi/files/attachments/2021/01/Vuoden_2021_pinta-alatilasto_kunnat_maakunnat.pdf Lipsește sau este vid: |title= (ajutor)